# Five Nights at Freddy's (banda sonora)
Five Nights at Freddy's (banda sonora original de la película) es la banda sonora de la película de 2023 Five Nights at Freddy's basada en la franquicia de videojuegos del mismo nombre creada por Scott Cawthon . La banda sonora estuvo compuesta por la partitura escrita, compuesta y producida por The Newton Brothers, y fue lanzada junto con la película el 27 de octubre de 2023, a través de Back Lot Music .

## Desarrollo
Se informó que Tyler Bates compuso la música para la película durante las etapas iniciales de producción, hasta que fue reemplazado por el equipo de composición musical, Newton Brothers, en septiembre de 2023.  La directora Emma Tammi creía que la música se mezclaba tonalmente con lo espeluznante y los sustos de la película, y fue escrita de esa manera.  

## Recepción
Murtada Elfadl de Variety criticó la música por ser "ruidosa y siniestra" y ha dependido en gran medida de "fabricar emociones que simplemente no existen".  Frank Scheck de The Hollywood Reporter y Tim Grierson de Screen International lo llamaron "olvidable" y "ruidoso".   Por el contrario, la crítica de Los Angeles Times, Jen Yamato, lo llamó "pulsante",  y Dani Kessel Odom de Screen Rant consideró que ayudó a "realzar la atmósfera espeluznante de la película".  Zanobard Reviews resumió "la partitura del hermano Newton para la película Five Nights At Freddy's tiene muchas buenas ideas musicales y, si bien quizás no las utiliza de la manera más completa e interesante que se esperaría en todo el álbum, Eso no impide que sea muy entretenido cuando lo hace".  Filmtracks.com resumió: "Al final del día, es la interpretación principal del tema principal la que domina la partitura de Five Nights at Freddy's . El resto del trabajo está ejecutado adecuadamente para su género, y sin el tema que pueda tener. guisado en el rango de dos estrellas. Esa adorable identidad del título, sin embargo, eleva esta banda sonora a un nivel memorable, incluso si la partitura y las canciones realmente deberían apreciarse juntas en el álbum". 

## Lanzamientos físicos
La directora de la película, Emma Tammi, ha confirmado en un Reddit AMA el lanzamiento en vinilo y en CD . 

## Listado de canciones
| Five Nights at Freddy's (Original Motion Picture Soundtrack) track listing |                             |          |  |
| N.º                                                                        | Título                      | Duración |  |
| 1.                                                                         | «Five Nights at Freddy's»   | 2:16     |  |
| 2.                                                                         | «Delinquent Notice»         | 1:24     |  |
| 3.                                                                         | «Mike's Dream Sequence I»   | 1:17     |  |
| 4.                                                                         | «Mike's Dream Sequence II»  | 1:17     |  |
| 5.                                                                         | «Aunt Jane»                 | 0:45     |  |
| 6.                                                                         | «Vanessa»                   | 1:00     |  |
| 7.                                                                         | «A Way In»                  | 0:45     |  |
| 8.                                                                         | «Chica's Mischief»          | 0:46     |  |
| 9.                                                                         | «Foxy Fatality»             | 1:07     |  |
| 10.                                                                        | «Family History»            | 3:22     |  |
| 11.                                                                        | «Clean Up»                  | 1:07     |  |
| 12.                                                                        | «Fuzzy Friends»             | 2:50     |  |
| 13.                                                                        | «Who Took Garrett?»         | 1:28     |  |
| 14.                                                                        | «Follow the Yellow Rabbit»  | 1:49     |  |
| 15.                                                                        | «Fuzzy on the Details»      | 0:59     |  |
| 16.                                                                        | «Mike's Dream Sequence III» | 5:51     |  |
| 17.                                                                        | «Vannesa's Past»            | 5:25     |  |
| 18.                                                                        | «Gear Up!»                  | 0:54     |  |
| 19.                                                                        | «Abby's in Danger»          | 1:59     |  |
| 20.                                                                        | «The Yellow Rabbit»         | 2:26     |  |
| 21.                                                                        | «Now I Kill You»            | 5:14     |  |
| 22.                                                                        | «Doing Well»                | 2:05     |  |
| 23.                                                                        | «The Rabbit Lives»          | 1:08     |  |
| 24.                                                                        | «My Grandfather's Clock»    | 2:48     |  |
| 50:02                                                                      |                             |          |  |

## Música adicional
Además de la banda sonora de la película, las siguientes pistas también aparecen en la película, aunque no están incluidas en la banda sonora:
- "Video Games" de Guy Boulanger
- "Talking In Your Sleep" de The Romantics
- " Connection " de Elastica
- " Real Wild Child (Wild One) " de Iggy Pop
- " Celebration " de Kool & the Gang
- "I Wanna Be Down" de Brandy Norwood
- " Five Nights at Freddy's " de The Living Tombstone